# Camponotus integellus
Camponotus integellus é uma espécie de inseto do gênero Camponotus, pertencente à família Formicidae.